# Solomon Kvirkvelia
Solomon Kvirkvelia (Georgisch: სოლომონ კვირკველია) (Samtredia, 6 februari 1992) is een Georgisch voetballer die doorgaans als centrale verdediger speelt. Hij verruilde Roebin Kazan in juli 2017 voor Lokomotiv Moskou, dat hem in het voorgaande halfjaar al huurde. Kvirkvelia debuteerde in 2014 in het Georgisch voetbalelftal.

## Clubcarrière
Kvirkvelia verruilde Zenit Sint-Petersburg in 2010 voor Roebin Kazan. Daarvoor debuteerde hij op 22 juli 2011 in de Premjer-Liga, tegen Terek Grozny. Een maand later maakte hij zijn eerste competitietreffer, tegen Amkar Perm. Kvirkvelia speelde in zijn debuutseizoen acht competitieduels, waarop Roebin Kazan hem tijdens het seizoen 2011/12 verhuurde aan Nizjnekamsk.

## Interlandcarrière
Kvirkvelia debuteerde op 5 maart 2014 in het Georgisch voetbalelftal, in een oefeninterland tegen Liechtenstein. Hij kwam na 77 minuten als invaller in het veld. Op 29 mei 2014 volgde zijn eerste basisplaats, in een oefeninterland tegen Saoedi-Arabië. Kvirkvelia werd op 22 mei 2024 door bondscoach Willy Sagnol opgenomen in de Georgische selectie voor het EK 2024 in Duitsland. Georgië eindigde bij zijn eerste deelname als derde in een groep met Turkije, Tsjechië en Portugal, waarna het in de achtste finales met 4–1 verloor van Spanje. Kvirkvelia kwam op het toernooi enkel tegen Spanje niet in actie.